# Posdata (banda)
Posdata
```
es una agrupación 
colombiana
 de 
pop
 formada por Roberto Cardona , Simón Sánchez,  Nicolás Cáceres, Luis Eduardo Palomar y Nicolás Gómez , con su primer sencillo grabado a finales de 2009, llamado VEN, comenzaron a abrir puertas con sus canciones, poco tiempo después grabarían su segundo sencillo llamado QUEDATE, con el cual han logrado ser reconocidos como una de las bandas promesas del pop-rock por diferentes medios de comunicación y público 
colombiano
, a finales de 2009 fueron reconocidos como una de las 10 mejores bandas de Bogotá por una importante emisora bogotana.
Posdata lanzó en 2010 su primer EP producido por Luis Ernesto Walteros , Cheros. Además contó con la colaboración de grandes músicos colombianos e ingenieros en Estados Unidos.
```

## Integrantes
Roberto Cardona - guitarrista y vocalista principal; compositor.
Nicolás Cáceres - guitarrista, compositor.
Nicolás Gómez Prias- percusionista y baterista, corista y co-producer.
Simón Sánchez - Guitarrista y corista.
Luis Palomar - Bajista.

## Discografía

### Cuando Pase el Tiempo
EP producido por Walteros, contaba con la compilación de canciones de la banda bogotana.
1. Necesito
2. Quedate
3. Perdón.
4. Ven
5. Un viaje a la luna.
6. Basta Ya (Bonus Track).